# سيدي موسى الحمري (سيدي موسى الحمري)
سيدي موسى الحمري هي إحدى مشيخات المملكة المغربية، تتبع جغرافيا لإقليم تارودانت وإداريًا لسيدي موسى الحمري. يقدر عدد سكانها بـ 12074 نسمة حسب الإحصاء الرسمي للسكان والسكنى لسنة 2004.